# Mandy Capristo/Diskografie
Diese Diskografie ist eine Übersicht über die musikalischen Werke der deutschen Popsängerin Mandy Capristo und ihren Pseudonymen wie Grace Capristo. Ihre erfolgreichste Veröffentlichung ist die Single The Way I Like It mit über 150.000 verkauften Einheiten. Als Mitglied von Monrose verkaufte sie bereits vor ihrer Solo-Karriere über 1,7 Millionen Tonträger.

## Alben

### Studioalben
| Jahr | Titel Musiklabel            | Höchstplatzierung, Gesamtwochen, AuszeichnungChartplatzierungen (Jahr, Titel, Musiklabel, Platzierungen, Wochen, Auszeichnungen, Anmerkungen) | Höchstplatzierung, Gesamtwochen, AuszeichnungChartplatzierungen (Jahr, Titel, Musiklabel, Platzierungen, Wochen, Auszeichnungen, Anmerkungen) | Höchstplatzierung, Gesamtwochen, AuszeichnungChartplatzierungen (Jahr, Titel, Musiklabel, Platzierungen, Wochen, Auszeichnungen, Anmerkungen) | Anmerkungen                          |
| Jahr | Titel Musiklabel            | DE | AT | CH | Anmerkungen                          |
| ---- | --------------------------- | --- | --- | --- | ------------------------------------ |
| 2012 | Grace Starwatch Music (EMI) | DE8 (5 Wo.)DE | AT28 (3 Wo.)AT | CH21 (7 Wo.)CH | Erstveröffentlichung: 27. April 2012 |

## Singles

### Als Leadmusikerin
| Jahr | Titel Album                                                     | Höchstplatzierung, Gesamtwochen, AuszeichnungChartplatzierungen (Jahr, Titel, Album, Platzierungen, Wochen, Auszeichnungen, Anmerkungen) | Höchstplatzierung, Gesamtwochen, AuszeichnungChartplatzierungen (Jahr, Titel, Album, Platzierungen, Wochen, Auszeichnungen, Anmerkungen) | Höchstplatzierung, Gesamtwochen, AuszeichnungChartplatzierungen (Jahr, Titel, Album, Platzierungen, Wochen, Auszeichnungen, Anmerkungen) | Anmerkungen                                              |
| Jahr | Titel Album                                                     | DE | AT | CH | Anmerkungen                                              |
| ---- | --------------------------------------------------------------- | --- | --- | --- | -------------------------------------------------------- |
| 2012 | The Way I Like It Grace                                         | DE11 Gold · (12 Wo.)DE | AT30 (5 Wo.)AT | CH29 (7 Wo.)CH | Erstveröffentlichung: 13. April 2012 Verkäufe: + 150.000 |
| 2012 | Closer Grace                                                    | DE64 (1 Wo.)DE | AT73 (2 Wo.)AT | — | Erstveröffentlichung: 31. August 2012                    |
| 2012 | The Great Divide Best of Tinker Bell – Disney Fairies (Sampler) | — | — | — | Erstveröffentlichung: 9. November 2012                   |
| 2016 | One Woman Army –                                                | — | — | — | Erstveröffentlichung: 21. März 2016                      |
| 2018 | Si es amor –                                                    | DE52 (1 Wo.)DE | — | — | Erstveröffentlichung: 26. Oktober 2018 mit Larsito       |
| 2020 | 13 Schritte –                                                   | — | — | — | Erstveröffentlichung: 25. September 2020                 |
| 2021 | Genug –                                                         | — | — | — | Erstveröffentlichung: 5. März 2021                       |
| 2025 | Million Dollar Smile –                                          | — | — | — | Erstveröffentlichung: 11. Juli 2025                      |
| 2025 | Another Man –                                                   | — | — | — | Erstveröffentlichung: 1. August 2025                     |

### Als Gastmusikerin
| Jahr | Titel Album                                                                | Höchstplatzierung, Gesamtwochen, AuszeichnungChartplatzierungen (Jahr, Titel, Album, Platzierungen, Wochen, Auszeichnungen, Anmerkungen) | Höchstplatzierung, Gesamtwochen, AuszeichnungChartplatzierungen (Jahr, Titel, Album, Platzierungen, Wochen, Auszeichnungen, Anmerkungen) | Höchstplatzierung, Gesamtwochen, AuszeichnungChartplatzierungen (Jahr, Titel, Album, Platzierungen, Wochen, Auszeichnungen, Anmerkungen) | Anmerkungen |
| Jahr | Titel Album                                                                | DE | AT | CH | Anmerkungen |
| ---- | -------------------------------------------------------------------------- | --- | --- | --- | --- |
| 2011 | Die Zeit hält nur in Träumen an Tabaluga und die Zeichen der Zeit          | DE86 (1 Wo.)DE | — | — | Erstveröffentlichung: 28. Oktober 2011 Peter Maffay feat. Mandy Capristo                                           |
| 2016 | Ricorderai l’amore (Remember the Love) Parole in circolo (Special Edition) | — | — | — | Erstveröffentlichung: 28. Oktober 2016 Marco Mengoni feat. Grace Capristo                                          |
| 2021 | Fade to Grey Classical 80s Dance                                           | — | — | — | Erstveröffentlichung: 6. August 2021 Alex Christensen & The Berlin Orchestra feat. Mandy Capristo Original: Visage |

## Musikvideos
| Jahr | Titel                           | Regie                   |
| ---- | ------------------------------- | ----------------------- |
| 2011 | Die Zeit hält nur in Träumen an | Sandra Marschner        |
| 2012 | The Way I Like It               | Lennart Brede           |
| 2012 | Closer                          | Oliver Sommer           |
| 2012 | The Great Divide                |                         |
| 2016 | One Woman Army                  | Mandy Capristo          |
| 2018 | Si es amor                      | Hamish Stephenson       |
| 2020 | 13 Schritte                     | Robert Wunsch           |
| 2021 | Genug                           | DNA Creative Collective |
| 2021 | Fade to Grey                    |                         |
| 2025 | Million Dollar Smile            | Phil Hessler            |
| 2025 | Another Man                     | Phil Hessler            |

## Autorenbeteiligungen
| Jahr | Titel Album                     | Anmerkungen                                                      |
| ---- | ------------------------------- | ---------------------------------------------------------------- |
| 2018 | Einzigartig schön Zurück zu mir | Erstveröffentlichung: 4. Mai 2018 Interpretation: Sarah Lombardi |

## Promoveröffentlichungen
| Jahr | Titel Album | Anmerkungen                                                                   |
| ---- | ----------- | ----------------------------------------------------------------------------- |
| 2013 | Be Free –   | Erstveröffentlichung: 2013 Gratis-Download für eine Werbekampagne von Aldiana |

## Sonderveröffentlichungen
| Jahr | Titel Album                                                                | Anmerkungen |
| ---- | -------------------------------------------------------------------------- | --- |
| 2011 | Die Zeit hält nur in Träumen an Tabaluga und die Zeichen der Zeit          | Erstveröffentlichung: 7. Oktober 2011 Peter Maffay feat. Mandy Capristo                                                |
| 2016 | Ricorderai l’amore (Remember the Love) Parole in circolo (Special Edition) | Erstveröffentlichung: 9. Dezember 2016 Marco Mengoni feat. Grace Capristo                                              |
| 2021 | Fade to Grey Classical 80s Dance                                           | Erstveröffentlichung: 3. September 2021 Alex Christensen & The Berlin Orchestra feat. Mandy Capristo; Original: Visage |

| Jahr | Titel Album                                           | Anmerkungen                                                                         |
| ---- | ----------------------------------------------------- | ----------------------------------------------------------------------------------- |
| 2001 | Ich wünsche mir einen Bankomat Kiddy Contest, Vol. 7  | Erstveröffentlichung: 12. November 2001 Original: No Angels – Daylight in Your Eyes |
| 2002 | Moskito Kiddy Contest, Vol. 8                         | Erstveröffentlichung: 11. November 2002                                             |
| 2012 | Entfernte Welten Best of Tinker Bell – Disney Fairies | Erstveröffentlichung: 16. November 2012                                             |
| 2012 | The Great Divide Best of Tinker Bell – Disney Fairies | Erstveröffentlichung: 16. November 2012                                             |
| 2012 | Wir sind da Best of Tinker Bell – Disney Fairies      | Erstveröffentlichung: 16. November 2012                                             |
| 2017 | Every Breath You Take Xaviers Wunschkonzert, Vol.5    | Erstveröffentlichung: 3. November 2017 mit Xavier Naidoo; Original: The Police      |
| 2017 | Like a Hobo Xaviers Wunschkonzert, Vol.5              | Erstveröffentlichung: 3. November 2017 mit Gregor Meyle; Original: Charlie Winston  |

| Jahr | Titel Soundtrack                              | Anmerkungen                             |
| ---- | --------------------------------------------- | --------------------------------------- |
| 2012 | The Great Divide Das Geheimnis der Feenflügel | Erstveröffentlichung: 16. November 2012 |

## Statistik

### Chartauswertung
|                     | DE    | AT    | CH    |
| ------------------- | ----- | ----- | ----- |
| Nummer-eins-Alben   | DE—DE | AT—AT | CH—CH |
| Top-10-Alben        | DE1DE | AT—AT | CH—CH |
| Alben in den Charts | DE1DE | AT1AT | CH1CH |

|                       | DE    | AT    | CH    |
| --------------------- | ----- | ----- | ----- |
| Nummer-eins-Singles   | DE—DE | AT—AT | CH—CH |
| Top-10-Singles        | DE—DE | AT—AT | CH—CH |
| Singles in den Charts | DE4DE | AT2AT | CH1CH |

### Auszeichnungen für Musikverkäufe
Anmerkung: Auszeichnungen in Ländern aus den Charttabellen bzw. Chartboxen sind in ebendiesen zu finden.
| Land/RegionAuszeichnungen für Musikverkäufe (Land/Region, Auszeichnungen, Verkäufe, Quellen) | Gold  | Platin | Verkäufe | Quellen           |
| -------------------------------------------------------------------------------------------- | ----- | ------ | -------- | ----------------- |
| Deutschland (BVMI)                                                                           | Gold1 | —      | 150.000  | musikindustrie.de |
| Insgesamt                                                                                    | Gold1 | —      |          |                   |